# Lac Brown
Pour les articles homonymes, voir Brown.
Le lac Brown est un plan d'eau douce du territoire non-organisé du Lac-Normand, dans la municipalité régionale de comté de Mékinac, en Mauricie, au Québec, au Canada.
La surface du lac est généralement glacée de novembre à avril ; néanmoins, la période de circulation sécuritaire sur la glace est habituellement entre la mi-décembre et la fin mars. Depuis le milieu du XIXe siècle, la foresterie a été l'activité économique majeure dans cette région forestière, à cause de la proximité avec la rivière Matawin et avec la rivière Saint-Maurice. Cette proximité permettait aux travailleurs forestiers de transporter le bois coupé jusqu'aux rivières, pour y déposer les billes sur la glace, qui seront emportées au printemps par le courant. Les activités récréo-touristiques ont été mises en valeur au XIXe siècle.

## Géographie
Le lac Brown est situé dans la Réserve faunique du Saint-Maurice (près de la limite sud), sur la rive ouest de la rivière Saint-Maurice, au nord de la rivière Matawin et au nord du Parc national de la Mauricie.
Les bassins versants voisins du ruisseau Brown sont :
- du côté nord : lac Inman et le ruisseau du Castor Noir (Mékinac), lequel est un affluent de la rivière Matawin ;
- du côté ouest : la décharge du lac Boulter, la décharge du lac Banane et le ruisseau Courbé (Mékinac), qui sont des affluent de la rivière Matawin ;

Long de 3,7 km (orienté vers le sud-ouest) et large de 0,75 km, le lac Brown ressemble à un croissant ouvert vers l'est. Le lac reçoit ses eaux :
- du côté nord : deux petits lacs, dont la décharge se déverse dans la baie du nord du lac ;
- du côté nord-est : deux petits lacs, dont la décharge se déverse dans une baie au nord-est du lac ;
- du côté sud : la décharge (longue de 0,43 km) du lac Éveline (long de 3,6 km), orienté vers le sud-est ; il reçoit du côté nord-ouest les eaux de la décharge des lacs Lachance, Élisabeth, Pépin, Montagne et du petit lac Pépin. Par sa rive nord-ouest, il reçoit aussi les eaux de la décharge du lac Collin et de deux autres très petits lacs ;
- du côté ouest : la décharge du "lac du Castor à la Dent Brisée" ;
- du côté nord : le ruisseau Brown qui draine le lac Howe (ayant une île en son milieu) qui est alimenté au sud-ouest par le lac Bouchard et le lac Fawl, et au nord-ouest par le ruisseau Brown qui draine en amont le lac de la digue, le lac du Sud, le lac de l'Airelle, et le lac du Harfang. Ce dernier lac constitue le lac de tête du ruisseau Brown.

L'embouchure du lac Brown est située du côté sud-est, au fond d'une baie de 1,1 km. Son émissaire est le ruisseau Brow qui coule à priori vers le sud-est sur 2,4 km pour atteindre la décharge du lac Clara. De là, le ruisseau continue vers le nord-est sur 3,1 km pour aller se déverser dans le lac du Castor Noir que le courant du ruisseau du Castor Noir (Mékinac) traverse du nord au sud.
Un barrage de retenue a été aménagé à l'embouchure du lac Brown. Du côté sud, sa rive est située à 7,5 km (en ligne directe) au nord-ouest du pont de Matawin.

## Toponymie
Le toponyme "Lac Brown" a été officialisé le 5 décembre 1968 à la Banque des noms de lieux de la Commission de toponymie du Québec.